# Daimonin
Daimonin ist ein englischsprachiges quelloffenes-Mehrspieler-Computerrollenspiel, das als Client-Server-Anwendung im Internet oder lokalen Netzwerk gespielt wird. Daimonin wurde auf der Basis von Crossfire entwickelt und besitzt im Gegensatz zu Crossfire isometrische Grafik. Es setzt die Tradition der Hack-and-Slay-Rollenspiele wie Rogue, Moria oder NetHack fort, betont aber wie Crossfire meist mehr als diese den klassischen Rollenspielcharakter frei wählbarer Quests und interagierender NPCs.

## Community
Daimonin besitzt eine sehr aktive Spieler- und Entwicklergemeinschaft. Auf der Website waren im Mai 2007 über 130.000 Mitglieder registriert, auf dem Hauptserver zeitweise über 32.000 Spieler-Charaktere angemeldet. Derzeit (April 2013) ist die Aktivität wieder etwas rückläufig.
Interessant an Daimonin ist auch, dass über das Forum auf der Website den Spielern wahrscheinlich mehr Möglichkeiten geboten werden, aktiv an der Diskussion um das Spiel sowohl inhaltlich als auch in Bezug auf seine Weiterentwicklung teilzunehmen, als dies bei den meisten anderen MMORPGs der Fall ist. So gesehen haben die Spieler selbst die Möglichkeit, das Spiel und seine Technik zu gestalten, indem sie mit den Entwicklern im Forum mögliche Verbesserungen und Erweiterungen diskutieren oder selbst an der Entwicklung teilnehmen.

## Einordnung, Geschichte und Entwicklung
Hervorgegangen ist Daimonin aus Crossfire und stellt de facto die Weiterentwicklung von ISO-Crossfire dar. Die Geschichte von Daimonin begann 1992 mit der Entwicklung von Crossfire als X11-Client-Server-Anwendung. 1997 wurde das Netzwerkprotokoll von X11 auf ein eigenes umgestellt, was die Entwicklung von Nicht-X11-Clients, z. B. für Windows, ermöglichte. Im Jahr 2000 wurde für Crossfire der DirectX-Client entwickelt und veröffentlicht, danach begannen die ersten Schritte an ISO-Crossfire. Im Mai 2002 wurden aus ISO-Crossfire und dem DirectX-Client Daimonin und damit ein eigenständiges Projekt. Der DirectX-Client wurde auf SDL umgestellt, wodurch auch Linux und Mac OS X als Client-Betriebssysteme möglich sind. Im Oktober 2003 erschien die erste öffentliche Beta-Version von Daimonin. Viele Grafiken der Spielwelt stammen aus dem Spiel Dink Smallwood. Mittlerweile existieren auch einige MMORPGs, die selbst wiederum Weiterentwicklungen von Daimonin darstellen.
Für die verschiedenen Komponenten verwendet Daimonin unterschiedliche Technologien:
ServerDer Server von Daimonin ist in C geschrieben, um möglichst hohe Rechenleistung zu erreichen. Weil der Server betriebssystemspezifische Bibliotheken praktisch nicht selbst verwendet, bleibt die Plattformunabhängigkeit dennoch erhalten. Der Server läuft unter Unix, Linux und Windows.
ClientDer klassische Client von Daimonin ist ebenfalls in C geschrieben. Portabilität erreicht er durch Benutzung der SDL-Bibliothek.
3D-ClientDer derzeit in Entwicklung befindliche 3D-Client von Daimonin wird in C++ geschrieben und verwendet OGRE als Bibliothek.
EditorDer Karteneditor ist in Java geschrieben. Er läuft auf praktisch jedem Betriebssystem, für das es eine aktuelle Java Virtual Machine gibt.

## Spielsystem
Daimonin besitzt wie Crossfire ein ausgeklügeltes System von Fähigkeiten. Die an die Karte gebundene Stufeneinordnung der Monster und vor allem, dass für Siege über zu schwache Gegner keine Erfahrungspunkte vergeben werden, regt die Spieler dazu an, bevorzugt Gegner gleicher Stärke zu bekämpfen, was für ein ausgewogenes Kampfsystem sorgt und verhindert, dass Spieler ständig die gleichen Karten aufsuchen, es zwingt die Spieler also quasi zur Abwechslung. Auch insgesamt kann Daimonin als wesentlich balancierter als Crossfire bezeichnet werden.

### Fähigkeiten und Punktesystem
Derzeit stehen in Daimonin unter anderem folgende Fähigkeiten (Skills) zur Verfügung:
- Agility (Wendigkeit)
  - throwing (Wurfgeschosse)
  - find traps (Fallen entdecken)
  - Schießen; man kann derzeit nur eine der folgenden drei gleichwertigen Waffenarten erlernen:
    - Steinschleudern (schwach, aber schnell)
    - Bogenschießen (ausgewogen)
    - Armbrustschießen (stark, aber langsam)

  - remove traps (Fallen entschärfen)
- Mental (Geistige Fähigkeiten)
  - common literacy (Lesen der „Standardsprache“, beispielsweise in Büchern, auf Wegweisern; alle Spielfiguren können dies ab Spielbeginn.)
- Magic (Zauberei)
  - magic devices (Benutzung magischer Werkzeuge wie Zauberstäbe)
  - wizardry spells (Zaubersprüche)
    - Untergruppe: Spirit (Geist)
      - probe (Fähigkeiten und Eigenschaften anderer Spielfiguren und Gegner erkennen)

    - Untergruppe: Chaos (Unordnung)
      - magic bullet (magisches Projektil)

    - Hitze, Kälte, Elektrizität
      - lightning (Blitze schleudern)
      - firebolt (eine Art „magischer Flammenwerfer“)
      - frostbolt (eine Art „Kälte-Strahl“)
      - firestorm (Feuersturm, hat einen Flächeneffekt)
      - icestorm (Schneesturm, hat einen Flächeneffekt)
- Physique (Körperliche Fähigkeiten)
  - punching (Faustkampf)
  - Nahkampf; man kann derzeit nur eine der vier folgenden gleichwertigen Waffenarten erlernen, für die man sich beim Spielbeginn entscheiden muss:
    - impact (Schlagwaffen)
    - slash (Hiebwaffen)
    - cleave (Spaltwaffen)
    - pierce (Stichwaffen)

  - 2h-weapons (Zweihandwaffen)
  - polearms (Stangenwaffen)
- Wisdom (Weisheit, göttliche Fähigkeiten)
  - divine prayers (Gebete)
    - Untergruppe: Life (Leben)
      - minor healing (Heilung)
      - cure poison (Giftheilung)
      - restoration (entzogene Erfahrungsstufen wiederherstellen)
      - remove depletion (entzogene Kraft, Geschicklichkeit, Verfassung, Intelligenz, Weisheit, Zaubermacht, Ausstrahlung wiederherstellen; durch Tod verlorene Fähigkeitspunkte können allerdings nur von Priestern gegen Bezahlung wiederhergestellt werden.)

    - Untergruppe: Death (Tod)
      - cause light wounds (leichte Wunden verursachen)

Die Magie-Fähigkeiten (Zaubersprüche und Gebete) sind nach Untergruppen unterteilt („Leben“, „Tod“, „Chaos“, „Geist“ und viele mehr), die meisten sind im Spiel noch ungenutzt.
Manche Fähigkeiten hat der Spieler von Anfang an, andere müssen erlernt werden oder sind nur über Gegenstände verfügbar, einige Zauber können nur von Nicht-Spieler-Charakteren oder Monstern gewirkt werden. Viele Fähigkeiten können nur eingeschränkt verwendet werden, beispielsweise nachdem man einer Gilde beigetreten ist. Gilden beeinflussen die Stärken und Schwächen der Spielfigur und welche Fähigkeiten überhaupt genutzt werden können, die Mitgliedschaft kann gewechselt werden, muss aber erstmals durch eine Prüfung erworben werden. Magische Ausrüstungsgegenstände beeinflussen die Fähigkeiten ebenfalls.
Aus der ursprünglichen Kampf-Fähigkeit von Crossfire wurde eine Aufteilung für unterschiedliche Arten von Waffen (pierce, slash, cleave, impact). Der Code für sehr viele weitere Fähigkeiten wie lockpicking, stealing, singing, oratory uvm. sowie ca. 150 weitere Zaubersprüche und Gebete ist jedoch bereits durch die Abzweigung von Crossfire vorhanden, es fehlen lediglich passende Grafiken, Charaktere und vom Spieler zu lösende Aufgaben für die Umsetzung.
Die folgenden Basiseigenschaften beeinflussen die Anwendung der Fähigkeiten:
- Strength (Kraft) – beeinflusst die Nahkampfkraft und die Fähigkeit, Gewicht zu tragen.
- Dexterity (Geschicklichkeit) – beeinflusst die Treffergenauigkeit beim Schießen und Werfen und die Wahrscheinlichkeit, getroffen zu werden.
- Constitution (Verfassung) – beeinflusst die maximal möglichen Lebenspunkte.
- Intelligence (Auffassungsvermögen) – beeinflusst die Erfolgswahrscheinlichkeit von Zaubersprüchen.
- Wisdom (Weisheit) Gebete benötigen bestimmte Mindestwerte; beeinflusst die Erfolgswahrscheinlichkeit von Gebeten und die maximale Anzahl göttlicher Gnadenpunkte.
- Power (Zaubermacht) – beeinflusst die maximal möglichen Zauberpunkte.
- Charisma (Ausstrahlung) – beeinflusst die Preise in Geschäften.

Anders als in ähnlichen Rollenspielen steigen die Basiseigenschaften nicht mit der Erfahrung, sondern sind von den folgenden Umständen abhängig:
- Die anfängliche Verteilung ist nur von der gewählten Rasse (Mensch, Zwerg, Elf, Halb-Elf) der Spielfigur abhängig. Die Gesamtzahl ist bei allen Rassen außer den Elfen gleich, jene erhalten einen Punkt weniger.
- Die Zugehörigkeit zu einer Gilde ändert die Werte und macht manche Fähigkeiten für die Dauer der Mitgliedschaft unbenutzbar.
- Verzauberte Ausrüstungsgegenstände beeinflussen die Werte.
- Man kann im Spiel nicht endgültig sterben, sondern wird mit einem Verlust an Eigenschaftspunkten wiedergeboren. Diese können gegen Bezahlung in einer Kirche wiederhergestellt werden.
- Monster können Punkte entziehen; diese können durch einen Zauber wiedergewonnen werden.

Es gibt drei Arten von Punkten, die im Kampf und beim Zaubern und Beten verbraucht und durch Rast, Essen oder Trinken wiederhergestellt werden:
- Hitpoints: Lebenskraft; ist diese aufgebraucht, stirbt man und wird schwächer wiedergeboren.
- Mana: Zauberkraft; ist diese aufgebraucht, kann man keine Zauber mehr wirken.
- Grace: Gottesgnade; ist diese aufgebraucht, bleiben Gebete unerhört.

Die Maximalwerte erhöhen sich dauerhaft nur durch Zugewinn an Erfahrungsstufen oder durch bestimmte Zaubertränke. Die oben beschriebenen Basiseigenschaften legen Obergrenzen für solche Zugewinne fest. Für die Dauer des Tragens mancher verzauberter Ausrüstungsgegenstände werden einzelne Werte beeinflusst.

## Auf Daimonin basierte MMORPGs
Auf der Basis von Daimonin haben einige Entwickler eigene MMORPGs entwickelt:
- Angelion bietet anders als Daimonin den Spielern die Möglichkeit, selbst aktiv an der Kartenentwicklung teilzunehmen, indem Karten während des Spielens geändert und erweitert werden können. Zudem bietet Angelion sogenanntes „Map-Stacking“, wodurch verschiedene Ebenen (Z-Achse), z. B. Stockwerke eines Gebäudes, für den Spieler in der gleichen Karte erscheinen.
- The Realms MMORPG verfolgt technisch interessante Ansätze, weil es die Spielinformationen nicht in Textdateien, sondern einer SQL-Datenbank speichert.